# Hemitriccus striaticollis
El titirijí gorgiestriado (Hemitriccus striaticollis), también denominado picochato rayado (en Colombia), tirano-todi de cuello rayado (en Perú) o mosqueta de cuello franjeado, es una especie de ave paseriforme de la familia Tyrannidae perteneciente al numeroso género Hemitriccus. Es nativo de América del Sur.

## Distribución y hábitat
Las dos subespecies se distribuyen respectivamente por el este de Colombia (Meta), norte del Perú (San Martín), y desde el sur del Perú (Cuzco, Madre de Dios) y norte de Bolivia (Beni) hasta el centro y este de Brasil (alto río Madeira hacia el este hasta Maranhão, y hacia el sur hasta Mato Grosso, Goiás y Minas Gerais, este de Bahía); y por el este de la Amazonia brasileña en el oeste de Pará (bajo río Tapajós).
Esta especie es considerada localmente bastante común en sus hábitats naturales: los bosques arbustivos bajos y sabanas hasta los 1000 m de altitud. Frecuenta bosques húmedos a lo largo de ríos, en lugares donde la vegetación seca cede lugar a bosques de galería más húmedos.

## Sistemática

### Descripción original
La especie H. striaticollis fue descrita por primera vez por el ornitólogo francés Frédéric de Lafresnaye en 1853 bajo el nombre científico Todirostrum striaticolle; su localidad tipo es: «Bahia, Brasil».

### Etimología
El nombre genérico masculino «Hemitriccus» se compone de las palabras del griego « ἡμι hēmi» que significa ‘pequeño’, y « τρικκος trikkos»: pequeño pájaro no identificado; en ornitología, «triccus» significa «atrapamoscas tirano»; y el nombre de la especie «striaticollis», se compone de las palabras del latín «striatus» que significa ‘estriado’ y «collis»: que significa ‘de garganta’.

### Taxonomía
Estuvo anteriormente colocada en un género Idioptilon.

### Subespecies
Según las clasificaciones del Congreso Ornitológico Internacional (IOC) y Clements Checklist/eBird se reconocen dos subespecies, con su correspondiente distribución geográfica:
- Hemitriccus striaticollis striaticollis (Lafresnaye, 1853) – noreste de Colombia y noreste de Perú hasta el norte de Bolivia, este y centro de Brasil.
- Hemitriccus striaticollis griseiceps (Todd, 1925) –  centro oeste de Brasil (bajo río Tapajós en el oeste de Pará).